# Pararhodania armena
Pararhodania armena är en insektsart som beskrevs av Ter-grigorian 1964. Pararhodania armena ingår i släktet Pararhodania och familjen ullsköldlöss.
Artens utbredningsområde är Armenien. Inga underarter finns listade i Catalogue of Life.